# Berthold Ullman
Berthold Louis Ullman (Chicago, 18 agosto 1882 – Città del Vaticano, 26 giugno 1965) è stato un latinista, saggista e critico letterario statunitense.
Ha studiato presso l'Università di Chicago ed insegnato presso le Università di Pittsburgh e dell'Iowa. Dal 1925 al 1944 è tornato all'Università di Chicago, prima di trasferirsi all'Università del Carolina del Nord, dove insegnò Latino. La sua biblioteca personale ha costituito il nucleo della biblioteca del Dipartimento degli studi classici della University of North Carolina.
Ullman è stato anche presidente della American Philological Association (Associazione Filologica Americana) nel 1935; nel 1948 fu eletto membro dell'American Academy of Arts and Sciences.

## Opere
- Ullman, Berthold Louis, Norman E. Henry, Charles Henderson Latin for Americans
- Sicconis Polentonis Scriptorum Illustrium Latinae Linguae Libri XVIII, 1928
- Ancient Writing and its Influence, 1932
- Coluccii Salutati De Laboribus Herculis, 2 volumes, 1951
- Studies in the Italian Renaissance 1955
- Colucii Salutati De seculo et religione 1957
- The Origin and Development of Humanistic Script, Roma, 1960
- Ullman, Berthold Louis, Philip A. Stadter The Public Library of Renaissance Florence 1972